# Partido Adolfo Alsina
Adolfo Alsina ist ein Partido im Westen der Provinz Buenos Aires in Argentinien. Laut einer Schätzung von 2019 hat der Partido 17.458 Einwohner auf 5.875 km². Der Verwaltungssitz ist die Ortschaft Carhué.

## Orte
Adolfo Alsina ist in 9 Ortschaften und Städte, sogenannte Localidades, unterteilt.
- Carhué (Verwaltungssitz)
- Rivera
- Villa Maza
- San Miguel Arcángel
- Esteban Agustín Gascón
- Delfín Huergo
- La Pala
- Thames
- Yutuyaco